# 藤原為親
藤原 為親（ふじわら の ためちか）は、平安時代後期の貴族。藤原北家勧修寺流、参議・藤原親隆の長男。官位は従四位上・右中弁。

## 経歴
保元2年（1157年）従五位下から従五位上に叙され、春宮権大進に叙任される。
左衛門権佐を経て、永万元年（1165年）六条天皇の五位蔵人に補され、永万2年（1166年）権右少弁に任ぜられる。仁安2年（1167年）左少弁に転じ、長門権守を兼ねる。嘉応2年（1170年）従四位下・右中弁に叙任され、嘉応3年（1171年）従四位上・修理右宮城使に至るが、承安2年（1172年）2月7日に若くして卒去した。

## 官歴
※以下、註釈の無いものは『弁官補任』の記載に従う。
- 保元2年（1157年）10月22日：従五位上に叙す（親隆讓。常寧殿）。10月27日：春宮権大進を兼ぬ[3]。
- 永万元年（1165年）6月25日：五位蔵人に補す[4]。正五位下・左衛門権佐。
- 永万2年（1166年）6月6日：権右少弁に任ず（左衛門権佐・五位蔵人を辞し之に任ず）。9月19日：装束使と為す。
- 仁安2年（1167年）正月30日：左少弁に転じ、長門権守を兼ぬ（使勞）。12月30日：装束使を停む。
- 嘉応2年（1170年）正月12日：右中弁に転ず。3月24日：従四位下に叙す（春日行幸行事賞）。
- 嘉応3年（1171年）正月19日：従四位上に叙す（朝覲行幸行事賞。建春門院御給）。4月7日：修理右宮城使と為す。

## 系譜
- 父：藤原親隆
- 母：藤原為隆の娘
- 妻：不詳
- 生母不明の子女
  - 男子：藤原隆頼[1]（?-?）
  - 男子：藤原為成
  - 男子：実親
  - 男子：寛愉
  - 男子：寛隆
  - 男子：静親